# Caterina Coromina i Agustí
Caterina Coromina i Agustí (Oristà, 19 d'octubre de 1824 - Vic, 11 de juliol de 1893) fou una religiosa catalana, fundadora de la congregació de les Germanes Josefines de la Caritat. Ha estat proclamada venerable per l'Església catòlica.

## Joventut
Va nàixer en una masia de la parròquia de Santa Eulàlia de Pardines, de la qual els seus pares naixeren els masovers. D'origen humil, no assistí a l'escola i passà la infància i la joventut fent de pastora i aprenent la vida camperola al costat dels seus onze germans, en un ambient auster i molt religiós, aspectes que van marcar la seva vida posterior. Tot i que des de jove volia entrar a la vida claustral, la manca de dot li va impedir aquesta possibilitat.
A finals de 1852, quan tenia vint-i-vuit anys, davant les necessitats de la família, es dedicà al servei domèstic on romangué durant dinou anys. Primerament va treballar en una masia i després es traslladà a Santpedor com a majordoma d'un capellà. Possiblement va ser aquí on aprengué a llegir amb l'obra La imitació de Crist de Thomas de Kempis, lectura que la feu aprofundir en la seva pietat.

## Fundadora
L'any 1855 va anar a viure a Vic per entrar al servei de diferents cases de la ciutat, fins que el 1872 decidí deixar la feina de minyona i, amb els seus estalvis, llogar un espai que li permetés dur a la pràctica la seva vocació. S'instal·là al carrer Nou i es plantejà la fundació d'un orde que es dediqués a l'assistència als malalts. Els atenia amb una tassa on portava els remeis que necessitaven, preparats pel farmacèutic. Aquesta és la raó per la qual la coneixien com «la noia de la xicra». Començà la seva tasca sola, però amb la voluntat d'aconseguir companyes, fet que aconseguí el 1877, any en què amb tres dones més inicià la seva vida comunitària i, amb el vistiplau del bisbe Colomer, fundà la congregació de les Germanes Josefines de la Caritat de la qual fou superiora fins al 1886.
Vivien en una pobresa tan extrema que les primeres companyes es van desanimar i durant un període tornà a quedar-se sola, però un any després es va refer el grup i els primers vots de l'Institut van ser pronunciats el 1881. Un cop consolidada, la congregació s'estengué per altres punts de la geografia catalana: Ripoll, Sant Genís de Vilassar, Manlleu, Torelló, Martorell i Vilanova i la Geltrú, entre d'altres.
La incorporació de novícies amb més formació cultural va provocar, a partir de 1886, que s'introduïssin canvis en el funcionament de l'orde. A Caterina Coromina, dona senzilla que no sabia escriure i llegia amb dificultats, li van arrabassar l'administració de l'Institut i la van desplaçar a la casa de Vilassar de Mar. La fundadora de la congregació va veure com la nova directora qüestionava un dels principis que havien regit la seva vida conventual des dels inicis, la pobresa. Tornà a Vic on romangué fins a la seva mort, entre la crítica d'una part de la comunitat i la veneració de l'altra. L'any 2006 el papa Benet XVI la declarà venerable.